# Ruhrpreis für Kunst und Wissenschaft
Der Ruhrpreis für Kunst und Wissenschaft wurde am 17. April 1962 von der Stadt Mülheim an der Ruhr gestiftet. Zunächst nur als Kunstpreis geplant, wurde bereits 1963 eine Erweiterung auf wissenschaftliche Leistungen beschlossen und diese Ergänzung auch in den Namen des Preises aufgenommen.

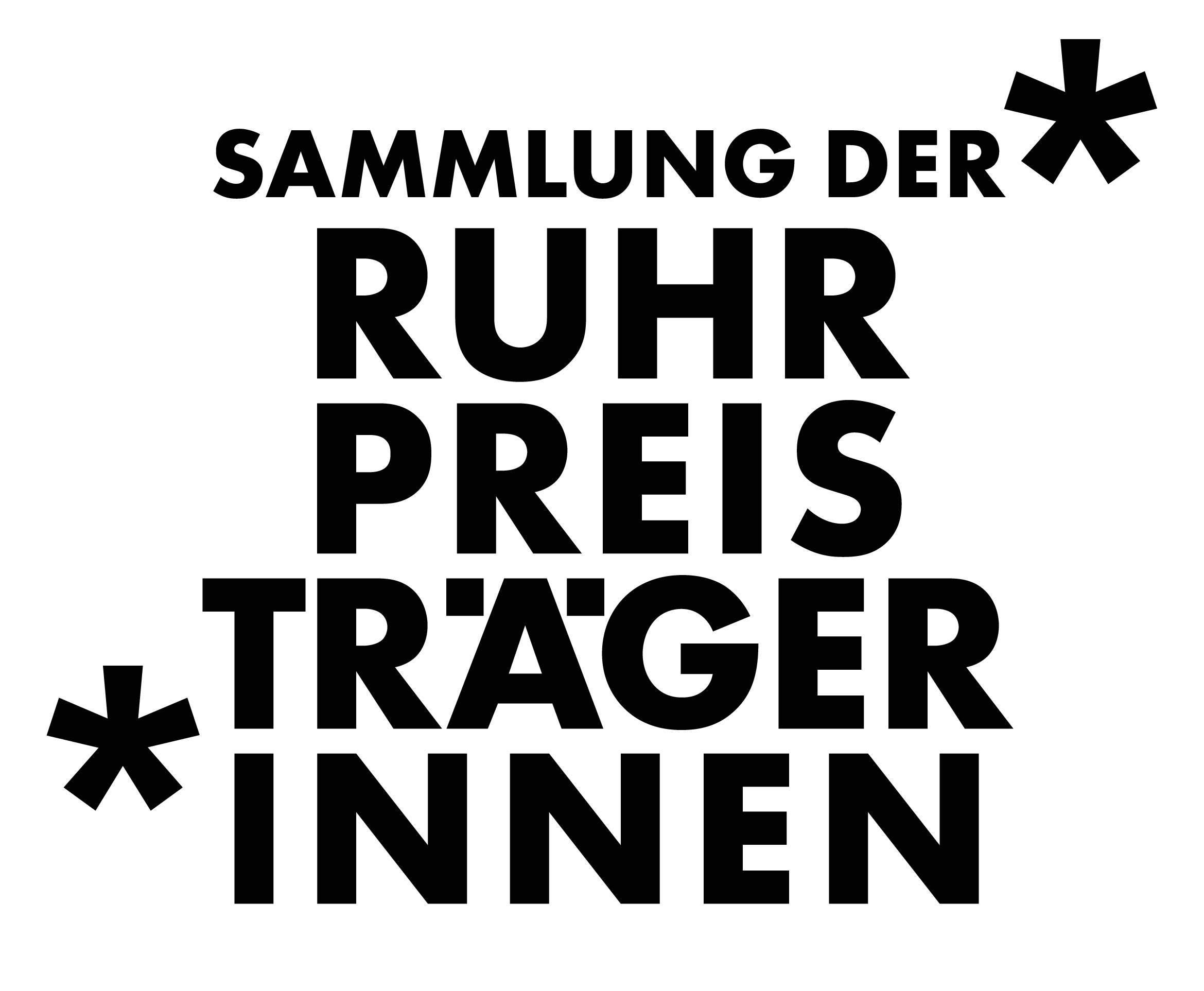
Logo der Sammlung Ruhrpreisträgerinnen und Ruhrpreisträger im Kunstmuseum MMKM

Die Stiftung des Preises entstand auf Anregung von bildenden Mülheimer Künstlern. Mit dem Preis sollen in Mülheim ansässige bzw. in der Stadt geborene Künstler und Wissenschaftler gefördert werden. Der Preis ist als Ansporn zu besonderen Leistungen gedacht und soll als Auszeichnung wie auch der Förderung Begabter dienen. Auf dem Gebiet der Wissenschaft waren es immer wieder Personen von Mülheimer Max-Planck-Instituten, aber auch jüngerer Forschungseinrichtungen, die als auszeichnungswürdig angesehen wurden. Mit der öffentlichkeitswirksamen Vergabe der Auszeichnung soll die Bedeutung von Kunst und Wissenschaft auch stärker in das kulturelle Bewusstsein der Bürger verankert werden.
Seit 1962 wird die Auszeichnung jährlich vergeben. In Vorbereitung der Vergabe wird ein stets wechselndes Vorbereitungsgremium externer Fachberater in den verschiedenen Disziplinen gebildet. Eine Eigenbewerbung ist nicht möglich. Die Entscheidung über die Preisträger trifft das Vorbereitungsgremium.
Das Preisgeld beträgt aktuell jeweils 3.000 Euro (Stand 2023) und wird von der Sparkasse Mülheim an der Ruhr finanziert. Der Preis kann auch geteilt vergeben werden.

## Preisträger
- 1962: Heinrich Siepmann (Maler), Carl Altena (Maler), Ernst Rasche (Bildhauer)
- 1963: Johannes Geccelli (Maler), Daniel Traub (Maler), Peter Könitz (Bildhauer), Otto Georg Liebsch (Künstler)
- 1964: Siegfried Reda (Komponist), Franzpeter Goebels (Musiker), Orlando Zucca (Musiker), Wolfgang Hufschmidt (Musiker)
- 1965: Werner Marx (Philosoph), Günther Wilke (Chemiker), Otto Pankok (Maler)
- 1966: Günther Binding (Kunsthistoriker), Roselies Sosczja Donajkowski (Bildhauerin)
- 1967: Marga Höffgen (Opernsängerin), Johannes Langfeldt (Bibliothekar)
- 1968: Helmut Lankhorst (Maler), Karlheinz Netzewitz (Maler), Gerd Adelmann (Bildhauer)
- 1969: Christian Rickert (Maler)
- 1970: Hans Bril (Musiker), Bernhard Bücker (Pianist)
- 1971: Theodor Hettinger (Mediziner)
- 1972: Wolfgang Hufschmidt (Musiker), Diethelm Jonas (Oboist), Wilfried Brands (Grafiker)
- 1973: Rolf Langmann (Mediziner), Reingard Löhr-von Scheel (Flötistin), Klaus Jonas (Chemiker)
- 1974: Dore O. (Filmmacherein), Werner Nekes (Filmregisseur)
- 1975: Peter Könitz (Bildhauer), Werner Merzhäuser (Grafiker), Friedebert Reihl (Grafiker)
- 1976: Gert Carstensen (Mediziner), Werner Graeff (Künstler), Susanne Wieck (Geigerin)
- 1977: Markus Deuter (Oboist), Veronika Deuter (Blockflötistin), Sephan Finkentey (Bratschist), Gudula Finkentey (Cellistin)
- 1978: Kurt Zosel (Chemiker), Peter Thoms (Maler), Norbert Stockem (Grafiker)
- 1979: Hermann Prüßmann (Maler), Rainer Komers (Filmemacher), Gereon Schäfer (Oboist)
- 1980: Karl Prasse (Künstler), Günter Westerhoff (Schriftsteller)
- 1981: Klaus Florian (Grafiker), Andreas Nohl (Schriftsteller)
- 1982: Klaus Langmann (Mathematiker), Uwe-Dieter Bleil (Maler), Helge Schneider (Unterhaltungskünstler)
- 1983: Susanne Küster (Pianistin), Hannes Hellmann (Schauspieler)
- 1984: Robert Wolfgang Schnell (Schriftsteller), Erik Mälzner (Maler u. Grafiker)
- 1985: Georg Weber (Bildhauer)
- 1986: Borislav Bogdanović (Chemiker), Ingo Ernst Reihl (Dirigent)
- 1987: Christoph Schlingensief (Theaterregisseur)
- 1988: Theater an der Ruhr
- 1989: Peter Karkowski (Gitarrist)
- 1990: Hermann Spree (Komponist)
- 1991: Hendrik Dorgathen (Illustrator), Ulrich Greb (Intendant)
- 1992: Dorothee Golz (Bildhauerin)
- 1993: Gerhard Schomburg (Chemiker)
- 1994: Roma-Theater Pralipe
- 1995: Christoph Rasche (Bühnenbildner)
- 1996: Stefan Klöckner (Musikwissenschaftler), Alice Könitz (Bildhauerin), Ferhade Feqi (Schauspieler)
- 1997: Evelyn Serwotke (Fotografin), Alois Fürstner (Chemiker)
- 1998: Mülheimer Kammerorchester, Lubo Laco (Fotograf)
- 1999: Dorothee Golz (Bildhauerin), zum zweiten Mal, Simone Thoma (Theaterschauspielerin)
- 2000: Werner Schepp (Kirchenmusiker), Gijs Burger (Organist)
- 2001: Rainer Seibel (Radiologe), Ralf Raßloff (Künstler)
- 2002: Ilse Otten (Bildhauerin), Bruno’s Band, Peter E. Eisold (Musiker)
- 2003: Gralf-Edzard Habben (Bühnenbildner), Jobst Moritz Pankok (Künstler)
- 2004: Martin Goppelsröder (Maler), Thomas Durchschlag (Filmregisseur)
- 2005: Helge Schneider (Schauspieler), Karl Wieghardt (Chemiker), Sergej Stanojkovski (Filmregisseur)
- 2006: Rainer Komers (Regisseur), zum zweiten Mal
- 2007: Manfred T. Reetz (Chemiker), Christoph Schlingensief (Theaterregisseur)
- 2008: Peter Schäfer (Judaist), Matthias Hegemann (Pianist)
- 2009: Heiner Schmitz (Fotograf)
- 2010: Klaus Geldmacher (Objektkünstler), Ferdi Schüth (Chemiker)
- 2011: Uli Hanisch (Szenenbildner), Volker Roos (Schauspieler)
- 2012: Jörg Juretzka (Schriftsteller), Aris Alexander Blettenberg (Pianist, Komponist)
- 2013: Benjamin List (Chemiker), Eberhard Ross (Maler)
- 2014: Michael Kerstgens (Fotograf), Dagmar Geppert (Schauspielerin, Förderpreis)
- 2015: Tabea Braun (Kostümbildnerin), Naomi Schenck (Fotografin, Szenenbildnerin)
- 2016: Peter Eisold (Musiker, Komponist), Sven Piayda (bildender Künstler)
- 2017: Robert Schlögl (Chemiker), Klaus Urbons (bildender Künstler)
- 2018: Ulrich Herbert (Historiker), Adem Köstereli und Gruppe „Ruhrorter“ (Theater)
- 2019: Ursula Graeff-Hirsch (bildende Künstlerin) und Liana Leßmann (Klarinettistin)
- 2020: Dirk Hupe (bildender Künstler) und Josep Cornellà (Chemiker)
- 2021: Klaus Mackscheidt (Wirtschaftswissenschaftler) und Dirk Salz (Bildender Künstler)
- 2022: Torsten C. Schmidt (Wasserchemiker) und Alexander Voß (Bildender Künstler)
- 2023: Simone Thoma (Regisseurin und Schauspielerin, posthum) und Matthias Meyer (Maler)
- 2024: Maria Neumann (Schauspielerin) und Frank Neese (Chemiker) (Maler)
- 2025: Ralf Raßloff (Bildender Künstler), zum zweiten Mal und Louis Philippson (Musiker)